# Herman Snellen
Herman Snellen (19 de fevereiro de 1834, Zeist - 18 de janeiro de 1908) foi um oftalmologista holandês que introduziu o uso da tabela de Snellen para o estudo da acuidade visual (1862).